# Agrostis nootkaensis
Agrostis nootkaensis é uma espécie de gramínea do gênero Agrostis, pertencente à família Poaceae.